# Бентон Тауншип (округ Колумбія, Пенсільванія)
Бентон Тауншип (англ. Benton Township) — селище (англ. township) в США, в окрузі Колумбія штату Пенсільванія. Населення — 1323 особи (2020).

## Демографія
Згідно з переписом 2010 року, у селищі мешкало 1245 осіб у 521 домогосподарстві у складі 370 родин. Було 572 помешкання
Расовий склад населення:
| - 99,4 % — білих - 0,1 % — корінних американців - 0,1 % — азіатів |

До двох чи більше рас належало 0,5 %. Частка іспаномовних становила 0,2 % від усіх жителів.
За віковим діапазоном населення розподілялося таким чином: 19,4 % — особи молодші 18 років, 63,7 % — особи у віці 18—64 років, 16,9 % — особи у віці 65 років та старші. Медіана віку мешканця становила 46,1 року. На 100 осіб жіночої статі у селищі припадало 103,4 чоловіків;  на 100 жінок у віці від 18 років та старших — 100,4 чоловіків також старших 18 років.
Середній дохід на одне домашнє господарство  становив 57 929 доларів США (медіана — 47 917), а середній дохід на одну сім'ю — 64 459 доларів (медіана — 51 950). Медіана доходів становила 37 917 доларів для чоловіків та 36 346 доларів для жінок. За межею бідності перебувало 5,0 % осіб, у тому числі 3,0 % дітей у віці до 18 років та 5,5 % осіб у віці 65 років та старших.
Цивільне працевлаштоване населення становило 565 осіб. Основні галузі зайнятості: освіта, охорона здоров'я та соціальна допомога — 22,1 %, виробництво — 18,8 %, транспорт — 10,1 %, роздрібна торгівля — 9,6 %.